# دونالد غوثري
دونالد غوثري هو سياسي كندي، ولد في 8 مايو 1840 في إدنبرة في المملكة المتحدة، وتوفي في 31 أكتوبر 1915 في جيلف في كندا. نشط حزبياً في الحزب الليبرالي الكندي. وقد انتخب عضو برلمان مقاطعة أونتاريو ‏ وانتخب عضو مجلس العموم الكندي.